# Liste der Biografien/Shav
Liste der Biografien |
Portal Biografien |
Personensuche
# |
A |
B |
C |
D |
E |
F |
G |
H |
I |
J |
K |
L |
M |
N |
O |
P |
Q |
R |
S |
T |
U |
V |
W |
X |
Y |
Z |
?
 
Sa |
Sb |
Sc |
Sd |
Se |
Sf |
Sg |
Sh |
Si |
Sj |
Sk |
Sl |
Sm |
Sn |
So |
Sp |
Sq |
Sr |
Ss |
St |
Su |
Sv |
Sw |
Sy |
Sz
 
Sha |
Shc |
She |
Shh |
Shi |
Shk |
Shl |
Shm |
Shn |
Sho |
Shp |
Shr |
Sht |
Shu |
Shv |
Shw |
Shy
 
Shaa |
Shab |
Shac |
Shad |
Shae |
Shaf |
Shag |
Shah |
Shai |
Shaj |
Shak |
Shal |
Sham |
Shan |
Shao |
Shap |
Shaq |
Shar |
Shas |
Shat |
Shau |
Shav |
Shaw |
Shax |
Shay |
Shaz
Die Liste der Biografien führt alle Personen auf, die in der deutschsprachigen Wikipedia einen Artikel haben. Dieses ist eine Teilliste mit 22 Einträgen von Personen, deren Namen mit den Buchstaben „Shav“ beginnt.

## Shav

### Shave
- Shave, Alan (* 1936), britischer Kolonialgouverneur
- Shavell, Steven (* 1946), US-amerikanischer Wirtschafts- und Rechtswissenschaftler
- Shavelson, Melville (1917–2007), US-amerikanischer Filmregisseur
- Shavelson, Richard J. (* 1942), US-amerikanischer Bildungspsychologe und Hochschullehrer
- Shaver, Billy Joe (1939–2020), texanischer Country-Sänger und Songwriter
- Shaver, Eddy (1962–2000), US-amerikanischer Gitarrist, Arrangeur und Songwriter
- Shaver, Helen (* 1951), kanadische Schauspielerin und Regisseurin
- Shaver, James L. (1902–1985), US-amerikanischer Politiker
- Shaver, Richard Sharpe (1907–1975), US-amerikanischer Science-Fiction-Autor
- Shaver, Ronald (* 1951), kanadischer Eiskunstläufer
- Shavers, Charlie (1917–1971), US-amerikanischer Jazz-Trompeter aus der Zeit des Swing
- Shavers, China (* 1977), US-amerikanische Schauspielerin
- Shavers, Earnie (1944–2022), US-amerikanischer BoxerEarnie Shavers (1944–2022)

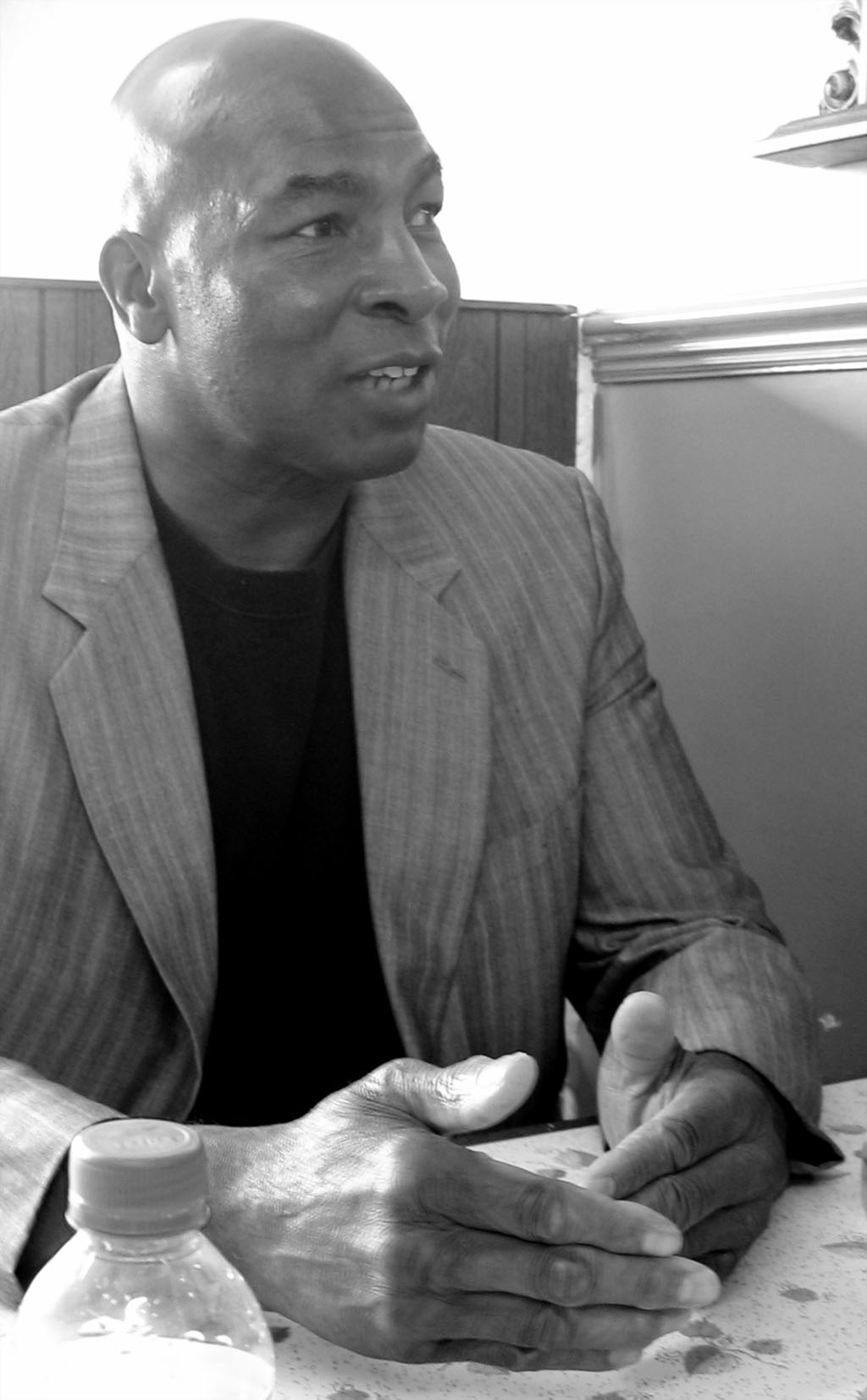
Earnie Shavers (1944–2022)

### Shavg
- Shavgulidze, Tamar (* 1980), georgische Filmregisseurin

### Shavi
- Shavit, Ari (* 1957), israelischer Journalist
- Shavit, Moon (* 1987), israelische Schauspielerin und Model
- Shavit, Nir (* 1959), israelischer Informatiker
- Shavit, Tzipi (* 1947), israelische Schauspielerin und Komikerin
- Shavit, Uriya (* 1975), israelischer Islamwissenschaftler, Autor und Journalist
- Shavitz, Burt (1935–2015), amerikanischer Aussteiger, Imker und zeitweiliger Unternehmer
- Shaviv, Nir (* 1972), israelisch-amerikanischer Physiker

### Shavk
- Shavkatova, Xushnoza (* 2005), usbekische Leichtathletin